# Conclave de 1410

Brasão papal de Sua Santidade o Papa de Pisa João XXIII

O conclave papal ocorrido entre 14 a 17 de maio de 1410 resultou na eleição do Papa de Pisa João XXIII. Este conclave foi o quarto conclave do Cisma do Ocidente, que dividiria a Igreja Católica por cerca de 40 anos, sendo o segundo e último do chamado "Papado de Pisa".

## A morte de Alexandre V
Alexandre V morreu no final da noite de 3 de maio de 1410 em Bolonha, no palácio do cardeal Baldassare Cossa. Na época da morte de Alexandre V, contava com o apoio da maioria da opinião pública europeia, foi reconhecido na Inglaterra, França, Germânia, Hungria, norte da Itália, Portugal, Polônia, Lituânia, cavaleiros teutônicos, Escandinávia e posses latinas na Grécia e em Chipre. No entanto, os outros dois papas, o "romano" Papa Gregório XII e o "avinhonês", Bento XIII, não tomaram as armas. Apoiavam o primeiro o reino de Nápoles, e em diversas cidades, ducados e dioceses da Germânia e da Itália. O segundo era apoiado por Castela, Aragão, Escócia e vários territórios menores no sul da França.

## Lista de participantes
A obediência pisana em maio de 1410 tinha 23 cardeais. Dezessete deles (incluindo treze italianos, três franceses e um espanhol) participaram do conclave:
- Enrico Minutoli
- Niccolò Brancaccio
- Jean Allarmet de Brogny
- Pierre Girard
- Angelo d'Anna de Sommariva, O.S.B.Cam.
- Pedro Fernández de Frías
- Corrado Caraccioli
- Francesco Uguccione
- Giordano Orsini
- Giovanni Migliorati
- Antonio Calvi
- Rinaldo Brancaccio
- Landolfo Maramaldo
- Baldassare Cossa (eleito como João XXIII)
- Oddone Colonna (futuro Papa Martinho V)
- Pietro Stefaneschi
- Antoine de Challant

A Catedral de Pisa reconheceu a validade da nomeação dos dois cardeais de obediência rival feita antes de maio de 1408. A obediência romana originou doze eleitores (incluindo quatro nomeados por Urbano VI, dois por Bonifácio IX e sete por Inocêncio VII) e a avinhonesa cinco (incluindo quatro nomeados por Clemente VII, e um por Bento XIII).
O cardeal Fernández de Frias, no momento da morte de Alexandre V, estava em Roma, mas veio para Bolonha em 12 de maio de 1410, dois dias antes do conclave.

## Cardeais ausentes
Seis cardeais da obediência pisana, incluindo quatro italianos e dois franceses, não participaram da eleição do sucessor de Alexandre V:
- Guy de Malesec, decano
- Antonio Caetani
- Pierre de Thury
- Louis de Bar
- Amadeo Saluzzo
- Ludovico Fieschi

## Divisão do Colégio
O Sacro Colégio poderia ser divididos em três grupos:
- ultramontano, ou os cardeais da França e da Espanha (Brogny, Girard, Challant e Fernández de Frias) e o cardeal Uguccione, que é, reconhecidamente, era italiano de Urbino, mas mantinha o cargo de arcebispo de Bordeaux;
- napolitano, formado pelos cardeais Minutoli, Niccolo e Rinaldo Brancaccio, D'Anna de Sommariva, Caraccioli, Migliorati, Maramaldo e Cossa
- cardeais de Roma (Orsini, Colonna, Calvi, Stefaneschi)

Estes grupos, no entanto, não foram compactados, com a exceção do grupo de napolitanos. Seu candidato oficial, indicado por  Baldassare Cossa, era cardeal Caraccioli, mas o real favorito era sozinho o cardeal Cossa. Como o anfitrião do conclave tinha suas próprias forças de combate, impôs a sua vontade. Além disso, contou com o apoio político de Florença e do rei Luís II.

## A eleição
Em 14 de maio de 1410, no palácio do cardeal Cossa em Bolonha, começaram as deliberações do conclave. Era óbvio que o candidato Caraccioli não foi levado a sério, por isso, embora ele fosse um bom e piedoso clérigo, não tinha talento político ou liderança. A única grande candidatura desde o início foi a de Cossa, que venceu com facilidade com o apoio dos franceses e napolitanos. Ele foi inicialmente contra os romanos e o cardeal Uguccione. Eles argumentaram que Cossa tinha uma má reputação como um pirata e libertino, embora adequado para um governante secular, mas em qualquer caso, o Papa. A oposição a Cossa durou pouco tempo, talvez pelo papel que desempenhou sua significativa riqueza, que pode subornar os eleitores.
Em 17 de maio, depois de apenas três dias de deliberações, foi eleito por unanimidade para o papado o cardeal-diácono Baldassare Cossa. Eleito tomou o nome de João XXIII. Em 24 de maio, ele foi ordenado sacerdote na catedral de Bolonha, e no dia seguinte ele foi consagrado bispo pelo cardeal-bispo de Ostia Jean Allarmet de Brogny e solenemente coroado pelo cardeal-diácono Rinaldo Brancaccio, substituindo a celebração deste rito o ausente protodiácono Amadeo Saluzzo.
A escolha de João XXIII perpetuou a divisão em três obediências competindo entre si e não levando ao fim do cisma na Igreja. Ele terminou apenas alguns anos mais tarde, no Concílio de Constança.